# Irena Pulicarová
Irena Pulicarová je redaktorka a  moderátorka TV Noe. Má také dramaturgickou zkušenost a věnuje se i pedagogické činnosti.

## Život
Pochází z Plzně. Byla pokřtěna jako malé dítě v plzeňském kostele Panny Marie Růžencové, ale k víře si našla vztah až po sametové revoluci, když začala docházet na nabídnutou výuku náboženství. Aktivně se zapojila do farních aktivit, později jezdila také na dětské tábory jako vedoucí a pracovala na částečný úvazek jako pastorační asistentka. Nějakou dobu studovala angličtinu a dějepis na Pedagogické fakultě Západočeské univerzity a pak na různých školách vyučovala angličtinu.
Následně odešla do Prahy studovat divadelní vědu na Filozofické fakultě Univerzity Karlovy a po dokončení tohoto studia v roce 2006 se stala dramaturgyní plzeňského Divadla J. K. Tyla. Později absolvovala také souběžně studované herectví se zaměřením na autorskou tvorbu na DAMU na katedře, založené psychologem, spisovatelem a divadelníkem prof. Ivanem Vyskočilem (1929 - 2023). Zde vytvořila disertaci, později knižně vydanou pod názvem K naplněnému sdělení. Zabývala se v ní hlasovým, řečovým a tělovým projevem několika významných současných kazatelů. Mimo to spolupracovala s plzeňským studiem Českého rozhlasu. Od roku 2012 pracuje jako moderátorka televize Noe. Redakčně v tomto nekomerčním médiu připravila a moderovala desítky Kulatých stolů a dalších publicistických pořadů; nyní chystá především cyklus Dům ze skla? o aktuálním dění ve společnosti a církvi a také se podílí na pořadu K jádru věci.

## Dílo
- Irena Hamzová Pulicarová: Hrobka s vyhlídkou (recenze), Divadlo J. K. Tyla 4/2010, str. 17
- Irena Hamzová Pulicarová: Enigmatické variace (recenze), Divadlo J. K. Tyla 2/2011, str. 20
- Irena Hamzová Pulicarová: Porcie Coughlanová (recenze), Divadlo J. K. Tyla 3/2011, str. 19
- Irena Hamzová Pulicarová: Jubilea – Josef Nechutný (rozhovor s Josefem Nechutným), Divadlo J. K. Tyla 3/2011, str. 20
- Irena Hamzová Pulicarová: Představujeme – Juraj Deák (rozhovor s Jurajem Deákem), Divadlo J. K. Tyla 4/2011, str. 3
- Irena Hamzová Pulicarová: Historická pečeť města Plzně pro Pavla Pavlovského, Divadlo J. K. Tyla 4/2011, str. 24
- Kristýna Jančíková, Pavlína Římovská, Irena Pulicarová: Kámen a cesty člověka – pouť stoletými dějinami farnosti v Plzni na Slovanech, Řád dominikánů, Plzeň 2011
- Irena Hamzová Pulicarová: Jubilea – Zorka Kostková (rozhovor se Zorkou Kostkovou), Divadlo J. K. Tyla 1/2012, str. 25-26
- Irena Hamzová Pulicarová: Amazonie (recenze), Divadlo J. K. Tyla 2/2012, str. 19
- Irena Hamzová Pulicarová: Petr Konáš (rozhovor s Petrem Konášem), Divadlo J. K. Tyla 3/2012, str. 18-19
- Irena Hamzová Pulicarová: Taková ženská na krku (recenze), J. K. Tyla 3/2012, str. 23-24